# Neoephemera purpurea
Neoephemera purpurea är en dagsländeart som först beskrevs av Jay R. Traver 1931.  Neoephemera purpurea ingår i släktet Neoephemera och familjen Neoephemeridae. Inga underarter finns listade i Catalogue of Life.